# Fehérsávos lepke
A fehérsávos lepke (Neptis) a rovarok (Insecta) osztályának lepkék (Lepidoptera) rendjébe, ezen belül a tarkalepkefélék (Nymphalidae) családjába és a fehérsávos lepkék (Limenitidinae) alcsaládjába tartozó nem.

## Rendszerezése
A nembe az alábbi fajok tartoznak:
- Neptis agouale
- Neptis alta
- Neptis alwina
- Neptis amieti
- Neptis ananta
- Neptis angusta
- Neptis anjana
- Neptis antilope
- Neptis arachne
- Neptis argiromaculosa
- Neptis armandia
- Neptis aurivillii
- Neptis beroe
- Neptis biafra
- Neptis brebissonii
- Neptis camarensis
- Neptis carlsbergi
- Neptis carpenteri
- Neptis cartica
- Neptis celebica
- Neptis choui
- Neptis clarei
- Neptis claude
- Neptis clinia
- Neptis clinioides
- Neptis comorarum
- Neptis conspicua
- Neptis constantiae
- Neptis continuata
- Neptis cormilloti
- Neptis cydippe
- Neptis cymela
- Neptis declaryi
- Neptis dejeani
- Neptis dentifera
- Neptis divisa
- Neptis dumetorum
- Neptis duryodana
- Neptis eltringhami
- Neptis exaleuca
- Neptis felisimilis
- Neptis frobenia
- Neptis genulfa
- Neptis goochi
- Neptis gracilis
- Neptis gratiosa
- Neptis guia
- Neptis harita
- Neptis hesione
- Neptis hylas
- Neptis ida
- Neptis ilira
- Neptis incongrua
- Neptis infusa
- Neptis jamesoni
- Neptis jordani
- Neptis jumbah
- Neptis katama
- Neptis kiiensis
- Neptis kikideli
- Neptis kikuyuensis
- Neptis kiriakoffi
- Neptis laeta
- Neptis lamtoensis
- Neptis lermanni
- Neptis leucoporos
- Neptis liberti
- Neptis livingstonei
- Neptis lixinghei
- Neptis loma
- Neptis lugubris
- Neptis magadha
- Neptis mahendra
- Neptis manasa
- Neptis mayottensis
- Neptis melicerta
- Neptis meloria
- Neptis metanira
- Neptis metella
- Neptis miah
- Neptis mindorana
- Neptis mixophyes
- Neptis morosa
- Neptis mpassae
- Neptis multiscoliata
- Neptis najo
- Neptis namba
- Neptis narayana
- Neptis nashona
- Neptis nata
- Neptis nausicaa
- Neptis nebrodes
- Neptis nemetes
- Neptis nemorosa
- Neptis nemorum
- Neptis nicobule
- Neptis nicomedes
- Neptis nicoteles
- Neptis nigra
- Neptis nina
- Neptis nisaea
- Neptis nitetis
- Neptis noyala
- Neptis nycteus
- Neptis nysiades
- Neptis occidentalis
- Neptis ochracea
- Neptis omeroda
- Neptis pampanga
- Neptis paula
- Neptis penningtoni
- Neptis philyra
- Neptis philyroides
- Neptis poultoni
- Neptis praslini
- Neptis pryeri
- Neptis pseudonamba
- Neptis pseudovikasi
- Neptis puella
- Neptis qianweiguoi
- Neptis quintilla
- Neptis radha
- Neptis reducta
- nagy fehérsávoslepke (Neptis rivularis)
- Neptis roberti
- Neptis rogersi
- Neptis rosa
- Neptis rothschildi
- Neptis saclava
- Neptis sangangi
- Neptis sankara
- kis fehérsávoslepke (Neptis sappho, Neptis aceris)
- Neptis satina
- Neptis sedata
- Neptis seeldrayersi
- Neptis serena
- Neptis sextilla
- Neptis sinocartica
- Neptis soma
- Neptis speyeri
- Neptis stellata
- Neptis strigata
- Neptis sunica
- Neptis swynnertoni
- Neptis sylvana
- Neptis theodora
- Neptis thestias
- Neptis thetis
- Neptis transita
- Neptis trigonophora
- Neptis troundi
- Neptis vibusa
- Neptis vikasi
- Neptis vindo
- Neptis viridis
- Neptis woodwardi
- Neptis yerburii
- Neptis zaida